# Foggydog Glacier
Foggydog Glacier är en glaciär i Antarktis. Den ligger i Östantarktis. Australien gör anspråk på området. Foggydog Glacier ligger 876 meter över havet.
Terrängen runt Foggydog Glacier är huvudsakligen kuperad, men norrut är den bergig. Terrängen runt Foggydog Glacier sluttar söderut.  Trakten är obefolkad. Det finns inga samhällen i närheten.